# Belle Brockhoff
Belle Brockhoff (Melbourne, 12 de enero de 1993) es una deportista australiana que compite en snowboard. Es públicamente lesbiana.
Ganó una medalla de oro en el Campeonato Mundial de Snowboard de 2021, en la prueba de campo a través por equipo mixto.
Participó en tres Juegos Olímpicos de Invierno, entre los años 2014 y 2022, ocupando el octavo lugar en Sochi 2014 y el cuarto en Pekín 2022, en el campo a través.

## Medallero internacional
| Campeonato Mundial | Campeonato Mundial  | Campeonato Mundial | Campeonato Mundial              |
| Año                | Lugar               | Medalla            | Prueba                          |
| ------------------ | ------------------- | ------------------ | ------------------------------- |
| 2021               | Idre Fjäll (Suecia) | Medalla de oro     | Campo a través por equipo mixto |